# Jan van Burgsteden

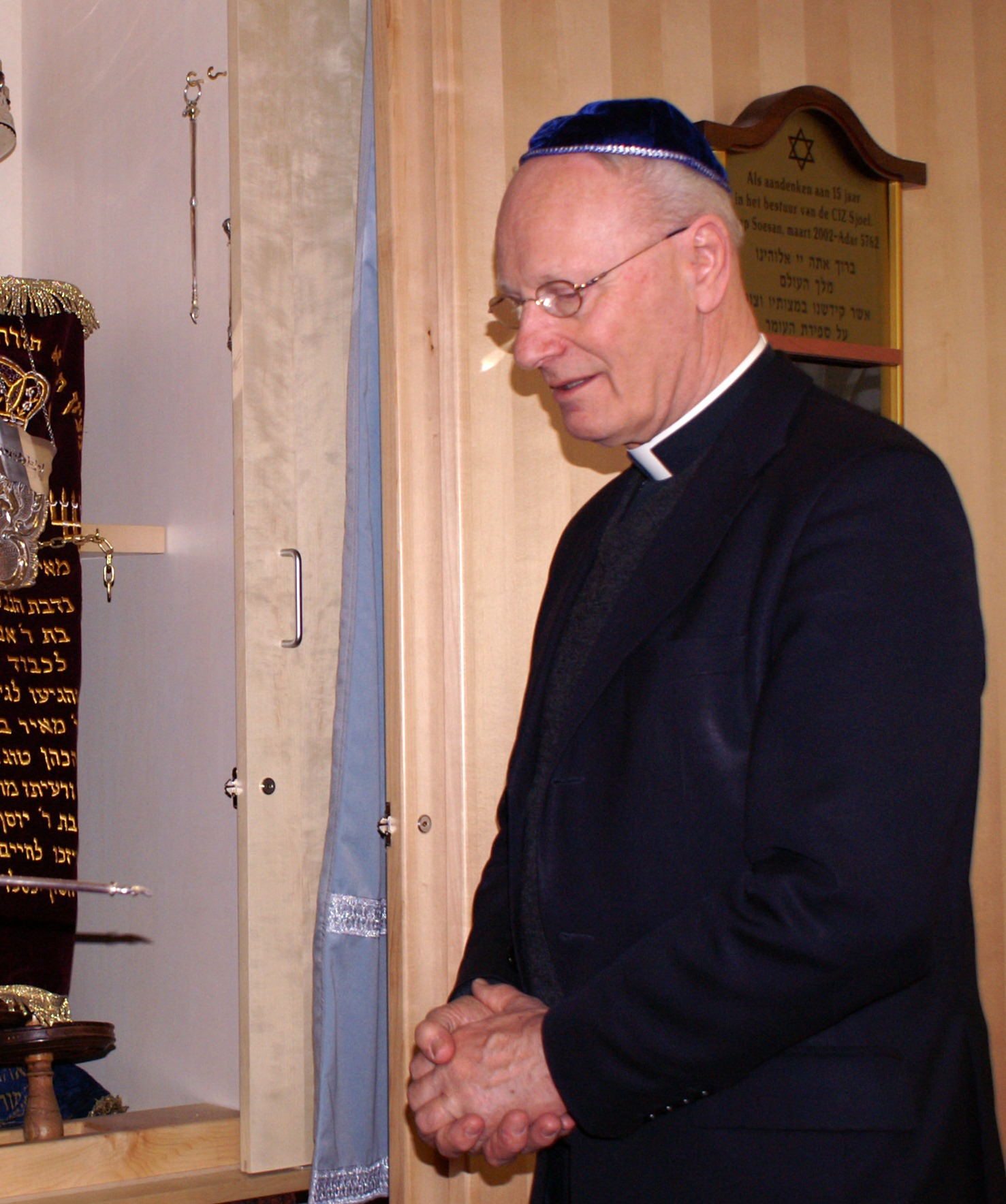
Jan van Burgsteden tijdens een bezoek aan de synagoge van het Ziekenhuis Amstelland

Johannes Gerardus Maria (Jan) van Burgsteden S.S.S. (Achterveld, 8 december 1935) is hulpbisschop-emeritus van het bisdom Haarlem-Amsterdam en lid van de Congregatie van het Allerheiligst Sacrament.

## Jeugd en studie
Hij is de vijfde van tien kinderen in een boerengezin. Van 1949 tot 1956 studeerde hij op het kleinseminarie van de Congregatie van het Allerheiligst Sacrament (Paters Sacramentijnen) te Stevensbeek. Hij trad zelf ook in bij deze congregatie.

## Priester
Van Burgsteden werd priester gewijd op 15 maart 1964. Na zijn priesterwijding vervulde hij diverse functies binnen zijn congregatie: vicaris van zijn overste in Baarlo (1968-1970) en in Nijmegen (1970-1975), directeur van de priesteropleiding in Klooster Brakkenstein, Nijmegen (1972-1975), econoom van Brakkenstein (1971-1975), overste van het klooster in Baarlo (1975-1985), lid van de Provinciale Raad (1975-1987) en provinciaal-overste (1987 tot 1999). Van 1997 tot 2001 was hij rector van het Amsterdams Begijnhof en directeur van de Citykerk in Amsterdam. Tevens was Van Burgsteden tijdelijk directeur van het Centrum voor Parochiespiritualiteit in Nijmegen en bisschoppelijk gedelegeerde voor de Internationaal Eucharistische Congressen in Sevilla, Krakau en Rome.

## Hulpbisschop
Op 24 juni 2000 benoemde Paus Johannes Paulus II Van Burgsteden tot hulpbisschop van het bisdom Haarlem (sinds 1 januari 2009 Haarlem-Amsterdam geheten), en tot titulair bisschop van Thibilis (Algerije). In het bisdom bekleede hij ook de functie van vicaris-generaal. Op 9 september 2000 ontving hij de bisschopswijding uit handen van mgr. dr. Jos Punt; zijn bisschoppelijke wapenspreuk is doordrongen van zijn 'eucharistische' achtergrond: Velen, één lichaam in Christus. Binnen de Nederlandse Kerkprovincie is hij bisschop-referent voor de oecumene en contactpersoon voor de Nieuwe Bewegingen. Op 25 oktober 2011 aanvaardde paus Benedictus XVI Van Burgstedens ontslag, dat hij op grond van zijn leeftijd had gevraagd. Begin 2012 heeft de bisschop afscheid genomen als bisschop voor de jongeren in het bisdom.
Zijn opvolger Jan Hendriks draagt vanaf nu de zorg voor het jongerenwerk.

## Emeritaat
Hoewel met emeritaat als hulpbisschop sinds 2011 was Van Burgsteden tot december 2024 nog lid van de Nederlandse Bisschoppenconferentie en had hij nog een aantal referentschappen t.w. Interreligieuze dialoog en Kerkelijke Bewegingen en Nieuwe Gemeenschappen. Ook was hij van 2011 tot 1 september 2019 administrator van de Nicolaasparochie in de binnenstad van Amsterdam.
- Gemeinsame Normdatei: 1081512474
- International Standard Name Identifier: 0000 0003 8833 6715
- Nederlandse Thesaurus van Auteursnamen: 317721771
- Virtual International Authority File: 281455721
- WorldCat: E39PBJp673K3vgKbGGpHQtrwmd